# دوري المؤسسات - بغداد 1948–49
دوري الاتحاد العراقي الدرجة الأولى لمنطقة بغداد 1948–49 هو الموسم الأول من دوري المؤسسات في بغداد. بدأت المنافسة في 5 نوفمبر 1948، بعد وضع قائمة المباريات في اجتماع بين ممثلي الأندية التي عقدت في مقر النادي الملكي.
كان الاتحاد العراقي المركزي لكرة القدم يعتزم إقامة الدوري على مرحلتين لكن ذلك تغير إلى مرحلة واحدة بعد أن تم تأجيل العديد من المباريات بسبب الطقس الممطر. كما وضع الاتحاد قاعدةً مفادها أن اللاعبين الذين سبق لهم اللعب مع نادٍ ما في إحدى مباريات الدوري لا يمكنهم اللعب مع فريق آخر دون إذن مسبق من لجنة الدوري، ولكن تبين أن منتخب الشرطة ووزارة المعارف قد انتهكوا هذه القاعدة.
أقيمت المباراة الحاسمة على لقب الدوري بين الكلية العسكرية الملكية والحرس الملكي يوم 16 أبريل 1949 الساعة 4:00 على ملعب الكشافة. إذا فاز الحرس الملكي بالمباراة فسيكون البطل، لكن أي نتيجة أخرى تعني أن اللقب يذهب إلى الكلية العسكرية الملكية. المباراة انتهت 3-3 وبالتالي توج الكلية العسكرية الملكية بطلاً للدوري الرسمي الأول في بغداد.

## جدول الدوري في 12 ديسمبر 1948
هذا هو أحدث جدول الدوري نشرته صحيفة «عراق تايمز» في 12 ديسمبر 1948 وهو ليس جدول الدوري النهائي ولا يُعرف سوى عدد قليل من النتائج بعد هذا التاريخ.
وحصل فريق الكلية العسكرية الملكية على لقب الدوري. هبط النادي الملكي ومنتخب الشرطة وفريق كلية الحقوق، بينما بقي فريق الأهلي وفريق وزارة المعارف وفريق كاجولز (باعتباره الفريق البريطاني الوحيد في الدوري) في المستوى الأول لموسم 1949–50. قرر فريق اتحاد منتدى الكرخ عدم المشاركة في الموسم التالي.
| م | الفريق                  | لعب | ف | ت | خ | أ.له | أ.ع | أ.Av  | نقاط | التأهل أو الهبوط |
| - | ----------------------- | --- | - | - | - | ---- | --- | ----- | ---- | ---------------- |
| 1 | الكلية العسكرية الملكية | 4   | 4 | 0 | 0 | 17   | 0   | —     | 8    | البطل            |
| 2 | الأهلي                  | 4   | 3 | 1 | 0 | 15   | 3   | 5٫000 | 7    |                  |
| 3 | الحرس الملكي            | 3   | 3 | 0 | 0 | 13   | 0   | —     | 6    |                  |
| 4 | اتحاد منتدى الكرخ       | 6   | 3 | 0 | 3 | 13   | 13  | 1٫000 | 6    |                  |
| 5 | النادي الملكي           | 4   | 2 | 1 | 1 | 6    | 4   | 1٫500 | 5    | هابطون           |
| 6 | منتخب الشرطة            | 5   | 1 | 0 | 4 | 7    | 23  | 0٫304 | 2    | هابطون           |
| 7 | وزارة المعارف           | 2   | 0 | 0 | 2 | 1    | 4   | 0٫250 | 0    |                  |
| 8 | كاجولز البريطاني        | 4   | 0 | 0 | 4 | 3    | 16  | 0٫188 | 0    |                  |
| 9 | كلية الحقوق             | 2   | 0 | 0 | 2 | 0    | 12  | 0٫000 | 0    | هابطون           |

ملاحظات:
1. ↑  تم طرد فريق كلية الحقوق من الدوري بعد أن فشل في حضور مباراتين متتاليتين ضد كاجولز ومنتخب الشرطة.[14]
2. ↑  القوة الجوية الملكية قرر عدم إشراك فريق للموسم،[13] بعد فشله في جمع الفريق في عطلة نهاية الأسبوع الافتتاحية للموسم بسبب ظروف غير متوقعة.

## النتائج المعروفة
| المضيف \ الضيف          | الأهلي | الحرس الملكي | الكلية العسكرية الملكية | النادي الملكي | كاجولز البريطاني | اتحاد منتدى الكرخ | كلية الحقوق | منتخب الشرطة | وزارة المعارف |
| ----------------------- | ------ | ------------ | ----------------------- | ------------- | ---------------- | ----------------- | ----------- | ------------ | ------------- |
| الأهلي                  | —      | —            |                         | 1–1           | —                | 3–1               | —           | 7–0          | —             |
| الحرس الملكي            |        | —            | —                       | [ ا ]         | —                | —                 | 5–0         | 5–0          | —             |
| الكلية العسكرية الملكية | —      | 3–3          | —                       | 1–0           | 7–0              | —                 | —           | 5–1          | —             |
| النادي الملكي           | —      | —            | —                       | —             | 3–1              |                   | —           |              | 2–1           |
| كاجولز البريطاني        | 1–4    | 2–5          | —                       | —             | —                | 1–5               | —           | 1–4          | —             |
| اتحاد منتدى الكرخ       | —      | 0–3          | 0–4                     | —             | —                | —                 |             | —            | —             |
| كلية الحقوق             |        | —            | 0–7                     |               | [ ب ]            | —                 | —           | —            | —             |
| منتخب الشرطة            | —      | —            | —                       | —             | —                | 2–5               | [ ج ]       | —            | [ د ]         |
| وزارة المعارف           |        |              |                         | —             |                  | 0–2               |             | —            | —             |

1. ↑  كان لا بد من إعادة المباراة لأن لاعبي النادي الملكي انسحبوا من المباراة في الدقيقة 79 فيما كانت النتيجة 2-1 لصالح الحرس الملكي احتجاجا على قرار الحكم.[8][14] فاز الحرس الملكي في مباراة الإعادة.[9]
2. ↑  تم طرد فريق كلية الحقوق من الدوري بعد أن فشل في حضور مباراتين متتاليتين ضد كاجولز ومنتخب الشرطة.[14]
3. ↑  تم طرد فريق كلية الحقوق من الدوري بعد أن فشل في حضور مباراتين متتاليتين ضد كاجولز ومنتخب الشرطة.[14]
4. ↑  تم إعادة جدولة المباراة بين منتخبة الشرطة ووزارة المعارف لأن وزارة المعارف لم تحضر في التاريخ الأصلي.[5]